# Naoki Soma
Naoki Soma (jap. 相馬直樹 Soma Naoki; ur. 19 lipca 1971 w Shizuoce) – japoński piłkarz i trener, reprezentant kraju grający na pozycji obrońcy.

## Kariera klubowa
Soma urodził się w Shizuoce. Po ukończeniu Uniwersytetu Waseda dołączył do Kashima Antlers w 1994. Grał jako lewy obrońca i wraz z drużyną osiągnał wiele sukcesów. 
Czterokrotnie zdobył mistrzostwo J1 League w sezonach 1996, 1998, 2000, 2001. Dwa razy sięgał po Puchar Cesarza w 1997 i 2000. Soma w barawach Kashimy zdobył także Puchar Ligi Japońskiej 1997 i 2000 oraz trzykrotnie Superpuchar Japonii w latach 1997, 1998, 1999. W 2002 został wypożyczony do Tokyo Verdy. Następnie wrócił do Kashimy, którą opuścił w 2003 roku. Łącznie zagrał dla Kashimy 250 spotkań ligowych, w których strzelił 10 bramek.
Kolejnym klubem w karierze Somy było Kawasaki Frontale. Pomógł drużynie w awansie do J1 League w 2005. Po sezonie 2005 przeszedł na sportową emeryturę. 
| Sezon | Klub              | Kraj    | Rozgrywki | Mecze | Bramki |
| ----- | ----------------- | ------- | --------- | ----- | ------ |
| 1994  | Kashima Antlers   | Japonia | J1 League | 28    | 0      |
| 1995  | Kashima Antlers   | Japonia | J1 League | 50    | 3      |
| 1996  | Kashima Antlers   | Japonia | J1 League | 30    | 2      |
| 1997  | Kashima Antlers   | Japonia | J1 League | 21    | 0      |
| 1998  | Kashima Antlers   | Japonia | J1 League | 34    | 1      |
| 1999  | Kashima Antlers   | Japonia | J1 League | 30    | 0      |
| 2000  | Kashima Antlers   | Japonia | J1 League | 30    | 2      |
| 2001  | Kashima Antlers   | Japonia | J1 League | 7     | 0      |
| 2002  | Tokyo Verdy       | Japonia | J1 League | 27    | 0      |
| 2003  | Kashima Antlers   | Japonia | J1 League | 20    | 2      |
| 2004  | Kawasaki Frontale | Japonia | J2 League | 15    | 0      |
| 2005  | Kawasaki Frontale | Japonia | J1 League | 12    | 0      |

## Kariera reprezentacyjna
Karierę reprezentacyjną rozpoczął 28 maja 1995 w meczu przeciwko reprezentacji Ekwadoru, wygranym 3:0. Rok później wziął udział w Pucharze Azji, w których zagrał w czterech spotkaniach z Syrią, Uzbekistanem, Chinami (bramka) i Kuwejtem. 
Był ważnym zawodnikiem reprezentacji podczas eliminacji do Mistrzostw Świata 1998 (15 spotkań/1 bramka), zakończonych awansem do turnieju. Po otrzymaniu powołania na turniej finałowy zagrał w trzech meczach grupowych z Argentyną, Chorwacją i Jamajką. 
Powołany był także na Copa América 1999, gdzie wystąpił w spotkaniu z Paragwajem. Po raz ostatni w reprezentacji zagrał 8 września 1999 w meczu przeciwko Iranowi, zremisowanym 1:1. Łącznie Naoki Soma w latach 1995–1999 wystąpił w 59 spotkaniach, w których strzelił 5 bramek.
| Mecze i gole w reprezentacji | Mecze i gole w reprezentacji | Mecze i gole w reprezentacji | Mecze i gole w reprezentacji | Mecze i gole w reprezentacji | Mecze i gole w reprezentacji | Mecze i gole w reprezentacji |
| #                            | Data                         | Miasto                       | Przeciwnik                   | Gol                          | Wynik                        | Rozgrywki                    |
| ---------------------------- | ---------------------------- | ---------------------------- | ---------------------------- | ---------------------------- | ---------------------------- | ---------------------------- |
| 1.                           | 28.05.1995                   | Tokio                        | Ekwador                      |                              | 3:0                          | towarzyski                   |
| 2.                           | 03.06.1995                   | Londyn                       | Anglia                       |                              | 1:2                          | Umbro Cup                    |
| 3.                           | 06.06.1995                   | Liverpool                    | Brazylia                     |                              | 0:3                          | Umbro Cup                    |
| 4.                           | 10.06.1995                   | Nottingham                   | Szwecja                      |                              | 2:2                          | Umbro Cup                    |
| 5.                           | 06.08.1995                   | Kioto                        | Kostaryka                    |                              | 3:0                          | towarzyski                   |
| 6.                           | 09.08.1995                   | Tokio                        | Brazylia                     |                              | 1:5                          | towarzyski                   |
| 7.                           | 20.09.1995                   | Tokio                        | Paragwaj                     |                              | 1:2                          | towarzyski                   |
| 8.                           | 24.10.1995                   | Tokio                        | Arabia Saudyjska             |                              | 2:1                          | towarzyski                   |
| 9.                           | 28.10.1995                   | Matsuyama                    | Arabia Saudyjska             |                              | 2:1                          | towarzyski                   |
| 10.                          | 10.02.1996                   | Wollongong                   | Australia                    |                              | 4:1                          | towarzyski                   |
| 11.                          | 14.02.1996                   | Melbourne                    | Australia                    |                              | 0:3                          | towarzyski                   |
| 12.                          | 19.02.1996                   | Hongkong                     | Polska                       |                              | 5:0                          | towarzyski                   |
| 13.                          | 22.02.1996                   | Hongkong                     | Szwecja                      |                              | 1:1                          | towarzyski                   |
| 14.                          | 26.05.1996                   | Tokio                        | Jugosławia                   |                              | 1:0                          | towarzyski                   |
| 15.                          | 29.05.1996                   | Fukuoka                      | Meksyk                       | Gol                          | 3:2                          | towarzyski                   |
| 16.                          | 25.08.1996                   | Osaka                        | Urugwaj                      |                              | 5:3                          | towarzyski                   |
| 17.                          | 11.09.1996                   | Tokio                        | Uzbekistan                   |                              | 1:0                          | towarzyski                   |
| 18.                          | 13.10.1996                   | Kobe                         | Tunezja                      |                              | 1:0                          | towarzyski                   |
| 19.                          | 06.12.1996                   | Al-Ajn                       | Syria                        |                              | 2:1                          | Puchar Azji 1996             |
| 20.                          | 09.12.1996                   | Al-Ajn                       | Uzbekistan                   |                              | 4:0                          | Puchar Azji 1996             |
| 21.                          | 12.12.1996                   | Al-Ajn                       | Chiny                        | Gol                          | 1:0                          | Puchar Azji 1996             |
| 22.                          | 15.12.1996                   | Al-Ajn                       | Kuwejt                       |                              | 0:2                          | Puchar Azji 1996             |
| 23.                          | 09.02.1997                   | Bangkok                      | Tajlandia                    |                              | 1:1                          | Puchar Króla Tajlandii       |
| 24.                          | 15.03.1997                   | Bangkok                      | Tajlandia                    |                              | 1:3                          | towarzyski                   |
| 25.                          | 23.03.1997                   | Maskat                       | Oman                         |                              | 1:0                          | El. MŚ 1998                  |
| 26.                          | 25.03.1997                   | Maskat                       | Makau                        | Gol                          | 10:0                         | El. MŚ 1998                  |
| 27.                          | 27.03.1997                   | Maskat                       | Nepal                        |                              | 6:0                          | El. MŚ 1998                  |
| 28.                          | 21.05.1997                   | Tokio                        | Korea Południowa             |                              | 1:1                          | towarzyski                   |
| 29.                          | 08.06.1997                   | Tokio                        | Chorwacja                    |                              | 4:3                          | towarzyski                   |
| 30.                          | 15.06.1997                   | Osaka                        | Turcja                       |                              | 1:0                          | towarzyski                   |
| 31.                          | 22.06.1997                   | Tokio                        | Makau                        |                              | 10:0                         | El. MŚ 1998                  |
| 32.                          | 25.06.1997                   | Tokio                        | Nepal                        |                              | 3:0                          | El. MŚ 1998                  |
| 33.                          | 28.06.1997                   | Tokio                        | Oman                         |                              | 1:1                          | El. MŚ 1998                  |
| 34.                          | 13.08.1997                   | Osaka                        | Brazylia                     |                              | 0:3                          | towarzyski                   |
| 35.                          | 07.09.1997                   | Tokio                        | Uzbekistan                   |                              | 6:3                          | El. MŚ 1998                  |
| 36.                          | 19.09.1997                   | Abu Zabi                     | Zjednoczone Emiraty Arabskie |                              | 0:0                          | El. MŚ 1998                  |
| 37.                          | 28.09.1997                   | Tokio                        | Korea Południowa             |                              | 1:2                          | El. MŚ 1998                  |
| 38.                          | 04.10.1997                   | Ałmaty                       | Kazachstan                   |                              | 1:1                          | El. MŚ 1998                  |
| 39.                          | 11.10.1997                   | Taszkent                     | Uzbekistan                   |                              | 1:1                          | El. MŚ 1998                  |
| 40.                          | 26.10.1997                   | Tokio                        | Zjednoczone Emiraty Arabskie |                              | 1:1                          | El. MŚ 1998                  |
| 41.                          | 01.11.1997                   | Seul                         | Korea Południowa             |                              | 2:0                          | El. MŚ 1998                  |
| 42.                          | 08.11.1997                   | Tokio                        | Kazachstan                   |                              | 5:1                          | El. MŚ 1998                  |
| 43.                          | 16.11.1997                   | Johor Bahru                  | Iran                         |                              | 3:2                          | El. MŚ 1998                  |
| 44.                          | 01.03.1998                   | Jokohama                     | Korea Południowa             |                              | 2:1                          | towarzyski                   |
| 45.                          | 07.03.1998                   | Tokio                        | Chiny                        |                              | 0:2                          | towarzyski                   |
| 46.                          | 01.04.1998                   | Seul                         | Korea Południowa             |                              | 1:2                          | towarzyski                   |
| 47.                          | 17.05.1998                   | Tokio                        | Paragwaj                     | Gol                          | 1:1                          | towarzyski                   |
| 48.                          | 24.05.1998                   | Jokohama                     | Czechy                       |                              | 0:0                          | towarzyski                   |
| 49.                          | 31.05.1998                   | Lozanna                      | Meksyk                       | Gol                          | 1:2                          | towarzyski                   |
| 50.                          | 03.06.1998                   | Lozanna                      | Jugosławia                   |                              | 0:1                          | towarzyski                   |
| 51.                          | 14.06.1998                   | Tuluza                       | Argentyna                    |                              | 0:1                          | MŚ 1998                      |
| 52.                          | 20.06.1998                   | Nantes                       | Chorwacja                    |                              | 0:1                          | MŚ 1998                      |
| 53.                          | 26.06.1998                   | Lyon                         | Jamajka                      |                              | 1:2                          | MŚ 1998                      |
| 54.                          | 28.10.1998                   | Osaka                        | Egipt                        |                              | 1:0                          | towarzyski                   |
| 55.                          | 31.03.1999                   | Tokio                        | Brazylia                     |                              | 0:2                          | towarzyski                   |
| 56.                          | 03.06.1999                   | Tokio                        | Belgia                       |                              | 0:0                          | towarzyski                   |
| 57.                          | 06.06.1999                   | Jokohama                     | Peru                         |                              | 0:0                          | towarzyski                   |
| 58.                          | 02.07.1999                   | Asunción                     | Paragwaj                     |                              | 0:4                          | Copa América 1999            |
| 59.                          | 08.09.1999                   | Jokohama                     | Iran                         |                              | 1:1                          | towarzyski                   |

## Statystyki
| Reprezentacja Japonii | Reprezentacja Japonii | Reprezentacja Japonii |
| Rok                   | Mecze                 | Gole                  |
| --------------------- | --------------------- | --------------------- |
| 1995                  | 9                     | 0                     |
| 1996                  | 13                    | 2                     |
| 1997                  | 21                    | 1                     |
| 1998                  | 10                    | 1                     |
| 1999                  | 5                     | 0                     |
| Razem                 | 58                    | 4                     |

## Kariera trenerska
Soma przeszedł na emeryturę pod koniec sezonu 2005. Po pracy jako ekspert telewizyjny, Soma w 2010 zarządzał drużyną Machida Zelvia. Od 2011 pracował w zespole z J1 League Kawasaki Frontale. 12 kwietnia 2012 roku Kawasaki zwolniło trenera Naoki Somę po występie „znacznie poniżej oczekiwań”. 
W 2014 ponownie podpisał kontrakt z drużyną J3 League Machida Zelvia. Poprowadził klub do zdobycia 2. miejsca w 2015 i awansował do J2 League. W sezonie 2021 pracował w Kashima Antlers. 
W 2022 podjął pracę w zespole Omiya Ardija. 14 listopada 2024 Soma oficjalnie został ogłoszony trenerem Kagoshima United w sezonie 2025.

## Sukcesy
Kashima Antlers
- Mistrzostwo J1 League (4): 1996, 1998, 2000, 2001
- Puchar Cesarza (2): 1997, 2000
- Puchar Ligi Japońskiej (2): 1997, 2000
- Superpuchar Japonii (3): 1997, 1998, 1999

Kawasaki Frontale
- Mistrzostwo J2 League (1): 2004